# 白朗寧BLR槓桿式步槍
白朗寧BLR（全稱：Browning Lever-action Rifle，意為：白朗寧槓桿式步槍）是一款由美国槍械公司白朗寧武器公司所生產的槓桿式步枪。它具有許多不同的口徑與衍生型，可發射由.22-250雷明登、.325溫徹斯特短麥格農到.450馬林等傳統口徑的步枪子彈。

## 設計
BLR採用的是可拆卸式彈匣。正因如此，BLR可以裝填尖銳彈頭型子彈，而通常的槓桿式步枪都因較為常用管式彈倉而不適合該彈頭。另一個區別是齒輪傳動桿和槍機設計，可適應高膛壓的現代麥格農子彈。另一個顯著特徵是，槓桿正被操作時，其扳機亦會與槓桿一起移動，這樣使控制桿復位關閉時，可以防止射手扣扳機的手指被夾住在槓桿和槍托之間。

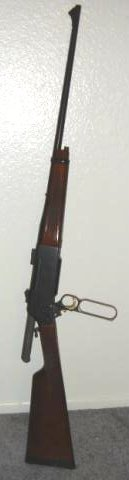
7mm Remington Magnum口徑的白朗寧BLR（請注意在槍機開放在露出的齒輪）

## 衍生型
1960年代，白朗寧武器公司生產BLR。原來的“M81 BLR”修訂型具有钢製機匣；在後來的1995年，這被改為鋁合金製機匣並以“M81輕型BLR”之名推出。雖然這使得得步槍較為輕便，有些持有者還是喜歡鋼製機匣版本。M81還包括改變槍機的改進。步槍被製成短槍機型和長槍機型型號以適應各種的口徑，並可選用直握把或手槍握把的槍托。此外還可選用可分解型號，以便於運輸和航運。黑色標籤版本包括一個堅固的直握把式層壓木製槍托，具有啞光黑色表面處理的金屬製品，眾多的皮卡汀尼瞄准镜基座，還有安裝在16英寸的槍管末端的圓滑消焰器。

## 可發射子弹
白朗寧BLR提供的口徑是：
- .22-250雷明登（英语：.22-250 Remington）
- .223雷明登（5.56×45毫米北約口徑）
- .257羅伯茨（英语：.257 Roberts）
- .243溫徹斯特（英语：.243 Winchester）
- .270溫徹斯特（英语：.270 Winchester）
- .270溫徹斯特短麥格農（英语：.270 Winchester Short Magnum）
- .30-06春田
- .300溫徹斯特麥格農
- .300溫徹斯特短麥格農（英语：.300 Winchester Short Magnum）
- .308溫徹斯特（7.62×51毫米北約口徑）
- .325溫徹斯特短麥格農（英语：.325 Winchester Short Magnum）
- .358溫徹斯特（英语：.358 Winchester）
- .450馬林（英语：.450 Marlin）
- 7毫米雷明登麥格農（英语：7mm Remington Magnum）
- 7毫米溫徹斯特短麥格農（英语：7mm Winchester Short Magnum）
- 7毫米-08雷明登（英语：7mm-08 Remington）

## 資料來源
1. 1 2 3 4 5  Browning BLR catalog 的存檔，存档日期2007-10-06.
2. 1 2  Dave Anderson, , Guns Magazine, November 2005  [2015-12-23], （原始内容存档于2013-07-20）
3. ↑  , American Rifleman,   [2015-12-23], （原始内容存档于2013-02-23）

## 外部連結
- （英文）—Browning BLR Rifles, Firearms, Product Family
- （英文）—American Rifleman—
  - Browning BLR ’81 Stainless Takedown Review （页面存档备份，存于）
  - The Lever-Action Rifle: An American Classic （页面存档备份，存于）
  - America’s Rejected Caliber （页面存档备份，存于）
- （英文）—The Firearm Blog.com—Browning BLR 81 Lightweight Stainless Takedown （页面存档备份，存于）
- （英文）—The Truth About Guns.com—New from Wild West Guns: BLR Takedown Combo Rifle （页面存档备份，存于）
- （英文）—Guns & Ammo.com—
  - Are You Up to Big-Bore Leverguns?
  - The Browning BLR .358 Takedown
- （英文）—Shooting Times.com—
  - Rifles for North America’s Most Dangerous Hunts （页面存档备份，存于）
  - Long Live the .30-06 Springfield! （页面存档备份，存于）
  - Rx For Bears （页面存档备份，存于）
  - Browning BLR Lightweight 81 Stainless Takedown （页面存档备份，存于）
- （英文）—Rifle Shooter.com—
  - The All-American Lever Gun （页面存档备份，存于）
  - New Rifle Roundup （页面存档备份，存于）
  - Back to the Future （页面存档备份，存于）
  - The Loveable Lever （页面存档备份，存于）
  - All Aboard the .338 Marlin Express （页面存档备份，存于）
  - SHOT Show 2010 Day 4 （页面存档备份，存于）
- （英文）—Tactical-Life.com—
  - Long Live the Lever （页面存档备份，存于）
  - Browning BLR .308 （页面存档备份，存于）
- （英文）—Personal Defense World.com—Lifesaving Lever-Action Rifles For Home Defense （页面存档备份，存于）